# Antonia Fraser
Lady Antonia Margaret Caroline Pakenham Pinter (Londra, 27 agosto 1932) è una storica e biografa britannica, nota come Antonia Fraser per via del cognome acquisito in prime nozze. Madre della storica Flora Fraser e autrice di varie biografie e romanzi storici, ha sposato in seconde nozze Harold Pinter, premio Nobel per la letteratura nel 2005.

## Biografia
Antonia Margaret Caroline è la figlia di Frank Pakenham e di sua moglie Elizabeth Longford. Come tutti i suoi fratelli, la piccola Antonia fu battezzata secondo il rito cattolico. Fu educata presso la St. Mary's School di Ascot e successivamente presso la Dragon School di Oxford. Si laureò alla Lady Margaret Hall, un college facente parte dell'Università di Oxford situato a Norham Gardens, a nord della città di Oxford. Nel 1956 sposò Sir Hugh Fraser (1918-1984), cattolico scozzese di origini aristocratiche, membro del Parlamento. Durante il loro matrimonio, durato fino al 1977, ebbero tre figli, Benjamin, Damian e Orlando, e tre figlie, Rebecca, Flora e Natasha. La figlia Flora è ora a sua volta scrittrice di biografie. Antonia ha sedici nipoti.
Il 22 ottobre 1975 rischiarono la vita quando esplose una bomba vicino alla loro casa presso Holland Park, nel distretto amministrativo di Kensington and Chelsea, mentre ricevevano la visita di Caroline Kennedy. Ad essere colpito dall'esplosione, causata da un ordigno posto da membri del Provisional Irish Republican Army fu il dottor Gordon Hamilton-Fairley, ricercatore ospedaliero, che passeggiava con il suo cane. Dopo aver avuto contatti di lavoro con Harold Pinter, decise di convivere con quest'ultimo, già sposato con l'attrice Vivien Merchant. Nel 1977 Antonia ottenne il divorzio dal primo marito e nel 1980 sposò in seconde nozze Harold Pinter, con il quale è vissuta presso Holland Park, a Londra fino al dicembre 2008, quando è rimasta vedova.
La prima opera di successo di Antonia Fraser fu Mary Queen of Scots, pubblicata nel 1969. In seguito, l'autrice scrisse numerose, applaudite biografie che la portarono a ricevere il premio Wolfson History Prize nel 1984. È stata per due anni, dal 1988 al 1989 presidente del PEN Club inglese, un'associazione internazionale di scrittori. Tra i suoi scritti vi sono anche numerosi romanzi polizieschi. Negli anni Ottanta, in Inghilterra, andò in onda una serie televisiva che aveva come protagonista Jemima Shore, il suo più noto personaggio. Fraser lavorò anche alla radio e ha dato alle stampe alcune biografie ufficiali della Casa Reale Inglese.
Varie biografie sono edite oggi in Italia da Arnoldo Mondadori Editore. Tra queste figura la notevole biografia di Maria Antonietta, alla quale si è liberamente ispirata Sofia Coppola per il suo film sulla vita della regina di Francia in chiave rock-moderna, Marie Antoinette (2006). Già nominata Commendatore dell'Ordine dell'Impero Britannico (CBE), nel 2011 è stata insignita del titolo di Dama di Commenda dell'Ordine dell'Impero Britannico (DBE) per i suoi meriti letterari.

## Opere storiche
- Maria Stuarda, Regina di Scozia (Mary Queen of Scots), traduzione di Riccardo M. Degli Uberti, Firenze, Sansoni Editore, 1974. - col titolo Maria Stuart. La tragedia di una Regina, Collezione Le Scie, Mondadori, Milano, 1996.
- King James VI of Scotland, I of England.
- (EN) Cromwell. Our Chief of Men, St. Albans, Frogmore, 1975.
- (EN) King Charles II, 1979.
- L'ombra di Eva. La donna inglese nel secolo di Cromwell, Collana Orizzonti della Storia, Milano, Rusconi, 1987.
- Regine guerriere. Le grandi protagoniste della storia: realtà, mito e leggenda, Milano, Rizzoli, 1990.
- Le sei mogli di Enrico VIII (The Wives of Henry VIII), traduzione di Paola Mazzarelli, Collezione Le Scie, Milano, Mondadori, 1993.
- La congiura delle polveri (Faith and Treason: The Story of the Gunpowder Plot, 1997), Collezione Le Scie, Milano, Mondadori, 1999.
- Maria Antonietta - La solitudine di una regina (Marie Antoinette), Collezione Le Scie, Milano, Mondadori, 2003.
- Gli amori del Re Sole. Luigi XIV e le donne (Love and Louis XIV: The Women in the Life of the Sun King), Collezione Le Scie, Milano, Mondadori, 2007.
- (EN) Must You Go? My Life With Harold Pinter, Anchor Books, 2011, ISBN 978-0-307-47557-2.
- (EN) Perilious Question: Reform or Revolution? Britain on the Brink, 1832, PublicAffaires, 2013, ISBN 978-1-61039-331-7.

## Ascendenza
|                                       |                    |                                            | Genitori                                  |  |  | Nonni |  |  | Bisnonni                               |  |  | Trisnonni                             |  |
|                                       |                    |                                            |                                           |  |  |       |  |  | William Pakenham, IV conte di Longford |  |  | Thomas Pakenham, II conte di Longford |  |
|                                       |                    |                                            |                                           |  |  |       |  |  | William Pakenham, IV conte di Longford |  |  | Thomas Pakenham, II conte di Longford |  |
|                                       |                    | lady Georgiana Emma Charlotte Lygon        |                                           |  |  |       |  |  | William Pakenham, IV conte di Longford |  |  |                                       |  |
| Thomas Pakenham, V conte di Longford  |                    |                                            |                                           |  |  |       |  |  | William Pakenham, IV conte di Longford |  |  |                                       |  |
|                                       |                    | hon. Selina Rice-Trevor                    | George Rice-Trevor, IV barone Dynevor     |  |  |       |  |  |                                        |  |  |                                       |  |
|                                       |                    | hon. Selina Rice-Trevor                    | George Rice-Trevor, IV barone Dynevor     |  |  |       |  |  |                                        |  |  |                                       |  |
|                                       |                    | hon. Selina Rice-Trevor                    | Frances Fitzroy                           |  |  |       |  |  |                                        |  |  |                                       |  |
| Frank Pakenham, VII conte di Longford |                    | hon. Selina Rice-Trevor                    |                                           |  |  |       |  |  |                                        |  |  |                                       |  |
|                                       |                    | Victor Child Villiers, VII conte di Jersey | George Child Villiers, VI conte di Jersey |  |  |       |  |  |                                        |  |  |                                       |  |
|                                       |                    | Victor Child Villiers, VII conte di Jersey | George Child Villiers, VI conte di Jersey |  |  |       |  |  |                                        |  |  |                                       |  |
|                                       |                    | Victor Child Villiers, VII conte di Jersey | Julia Peel                                |  |  |       |  |  |                                        |  |  |                                       |  |
| lady Mary Julia Child-Villiers        |                    | Victor Child Villiers, VII conte di Jersey |                                           |  |  |       |  |  |                                        |  |  |                                       |  |
|                                       |                    | hon. Margaret Elizabeth Leigh              | William Leigh, II barone Leigh            |  |  |       |  |  |                                        |  |  |                                       |  |
|                                       |                    | hon. Margaret Elizabeth Leigh              | William Leigh, II barone Leigh            |  |  |       |  |  |                                        |  |  |                                       |  |
|                                       |                    | hon. Margaret Elizabeth Leigh              | lady Caroline Amelia Grosvenor            |  |  |       |  |  |                                        |  |  |                                       |  |
| lady Antonia Pakenham                 |                    | hon. Margaret Elizabeth Leigh              |                                           |  |  |       |  |  |                                        |  |  |                                       |  |
|                                       | Walter John Harman | Edward Harman                              |                                           |  |  |       |  |  |                                        |  |  |                                       |  |
|                                       | Walter John Harman | Edward Harman                              |                                           |  |  |       |  |  |                                        |  |  |                                       |  |
|                                       | Walter John Harman | Elizabeth Bishop                           |                                           |  |  |       |  |  |                                        |  |  |                                       |  |
| Nathaniel Bishop Harman               | Walter John Harman |                                            |                                           |  |  |       |  |  |                                        |  |  |                                       |  |
|                                       |                    | Hannah Bellamy                             | …                                         |  |  |       |  |  |                                        |  |  |                                       |  |
|                                       |                    | Hannah Bellamy                             | …                                         |  |  |       |  |  |                                        |  |  |                                       |  |
|                                       |                    | Hannah Bellamy                             | …                                         |  |  |       |  |  |                                        |  |  |                                       |  |
| Elizabeth Harman                      |                    | Hannah Bellamy                             |                                           |  |  |       |  |  |                                        |  |  |                                       |  |
|                                       |                    | Arthur Chamberlain                         | Joseph Chamberlain                        |  |  |       |  |  |                                        |  |  |                                       |  |
|                                       |                    | Arthur Chamberlain                         | Joseph Chamberlain                        |  |  |       |  |  |                                        |  |  |                                       |  |
|                                       |                    | Arthur Chamberlain                         | Caroline Harben                           |  |  |       |  |  |                                        |  |  |                                       |  |
| Katharine Chamberlain                 |                    | Arthur Chamberlain                         |                                           |  |  |       |  |  |                                        |  |  |                                       |  |
|                                       |                    | Louisa Kenrick                             | Timothy Kenrick                           |  |  |       |  |  |                                        |  |  |                                       |  |
|                                       |                    | Louisa Kenrick                             | Timothy Kenrick                           |  |  |       |  |  |                                        |  |  |                                       |  |
|                                       |                    | Louisa Kenrick                             | Maria Paget                               |  |  |       |  |  |                                        |  |  |                                       |  |
|                                       |                    | Louisa Kenrick                             |                                           |  |  |       |  |  |                                        |  |  |                                       |  |